# Перегрупування Коупа
Перегрупування Коупа (рос. перегруппировка Коупа, англ. Cope rearrangement) — термічна ізомеризація 1,5-дієнів (при 200—300 °С) за механізмом [3,3]сигма-тропних реакцій (з міграцією алільної групи від атома C-3 до атома С-1 та зсувом подвійного зв'язку). Систематична назва перетворення: (3/4/)→(1/6/)-сигма-міграція або [3,3]сигма-міграція.
Застосовують у органічному синтезі, при отриманні алкалоїдів, терпеноїдів, гераніолу та ін.